# Mireille Richard
Pour les articles homonymes, voir Richard.
Mireille Richard-Saudan est une sportive de ski-alpinisme née le 4 mai 1989 à Evionnaz dans le canton du Valais en Suisse et y réside.
Elle pratique le ski alpinisme dès 1994 et participe à l'âge de 13 ans (2003) à sa première compétition la Diamir course. Elle est membre de l'équipe Suisse de 2005 à 2014. En décembre 2014, après une saison décevante elle se retire de la compétition, mais continue d'être active dans plusieurs épreuves dont le Défi du Jorat.

## Palmarès

### Ski alpinisme
- 2005 :
  - 1re (juniors) au Trophée des Gastlosen[5]
- 2008 :
  - 1re au Trophée des Gastlosen[6] en catégorie Juniors filles (1993 - 1988) Parcours B / Individuel[7]
- 2010 :
  - 7e (et 1re au classement espoirs), Trophée des Gastlosen (ISMF de la Coupe du monde), en équipe avec Victoria Kreuzer[8]
- 2011 :
  - 1re aux Championnats du monde, en relais avec Nathalie Etzensperger et Gabrielle Gachet[9]
  - 4e aux Championnats du monde en sprint
  - 4e aux Championnats du monde, par équipe avec Émilie Gex-Fabry
  - 4e à l'Adamello Ski Raid avec Caroline Kilchenmann[10]
  - 6e aux Championnats du monde en combiné
  - 7e aux Championnats du monde en individuel
- 2012 :
  - 1re aux Championnats d'Europe en sprint[11]
  - 1re aux Championnats d’Europe, en relais avec Séverine Pont-Combe et Émilie Gex-Fabry[12]
  - 10e aux Championnats d’Europe en combiné
- 2013 :
  - 1re aux Championnats du monde en sprint[13]
  - 3e aux Championnats du monde en relais avec Maude Mathys et Émilie Gex-Fabry

### Pierra Menta
- 2010 : 6e en équipe avec Simone Marteau[14]
- 2011 : 5e en équipe avec Martina Valmassoi[15]
- 2012 : 3e en équipe avec Gabrielle Gachet[16],[17]